# Centelha (eletricidade)

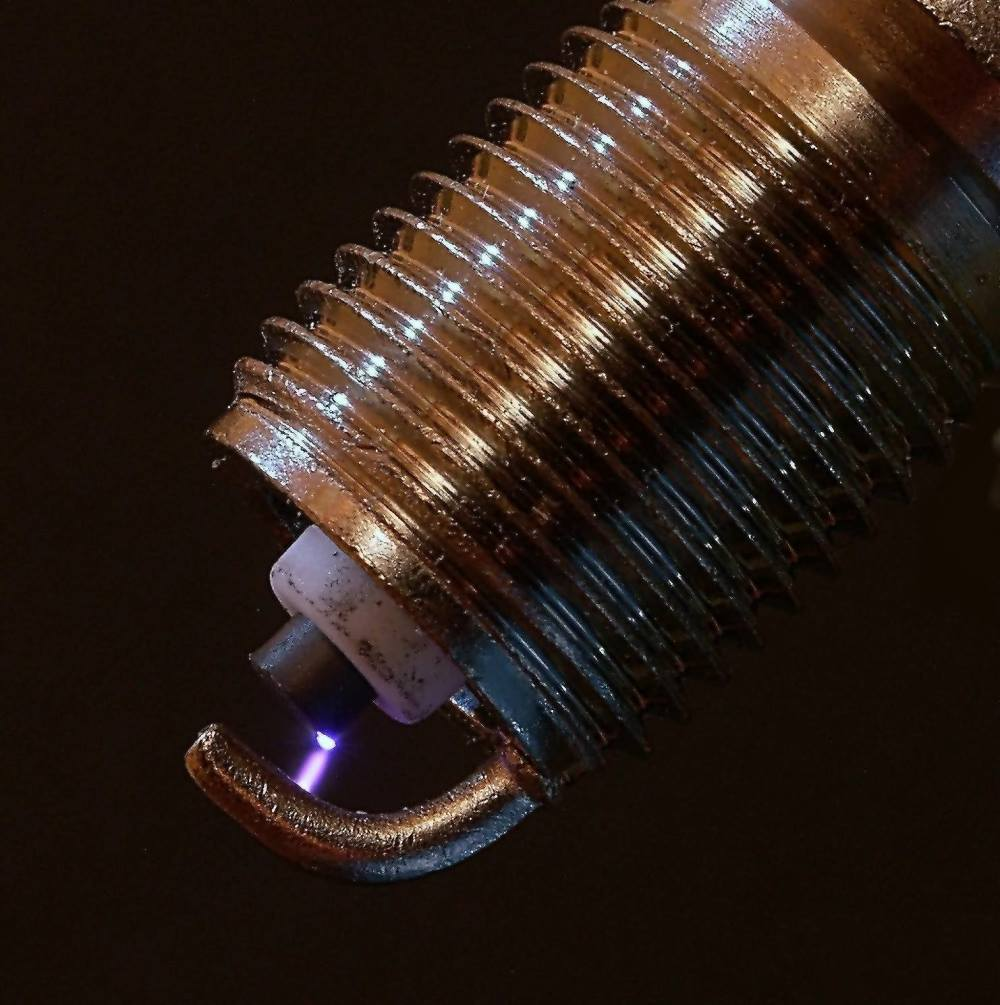
Centelha em uma vela de ignição

Uma centelha, fagulha, faísca ou chispa é uma descarga elétrica que ocorre através de um gás ionizado. É causada quando o campo elétrico aplicado entre dois eletrodos é alto o suficiente para provocar o rompimento da rigidez dielétrica do gás. É constituída por uma avalanche de elétrons e íons através do gás e é caracterizada pela emissão de luz e som. A descarga provoca um aumento súbito na temperatura do gás, que pode chegar a 104 kelvins.

## Aplicações
Em um motor de combustão interna, a queima da mistura ar-combustível é provocada pelas centelhas que surgem entre os eletrodos das velas de ignição quando submetidos a uma elevada diferença de potencial elétrico.